# Diaptomus alpestris
Diaptomus alpestris is een eenoogkreeftjessoort uit de familie van de Diaptomidae. De wetenschappelijke naam van de soort is voor het eerst geldig gepubliceerd in 1845 door Vogt.